# 中泉三十

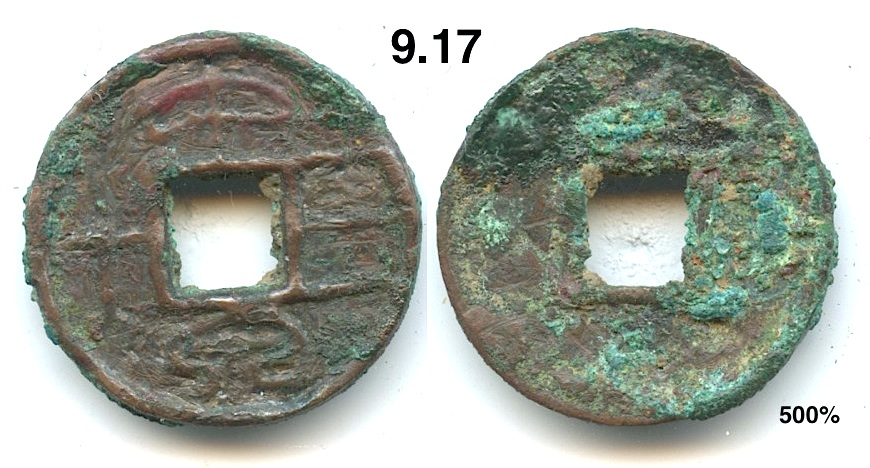

中泉三十為王莽始建國二年（公元10年），推行第三次幣制改革的產物。與小泉直一、幺泉一十、幼泉二十、壯泉四十、大泉五十并稱為「六泉」，錢徑21mm左右，面值為三十枚小泉直一，是一種不足值貨幣。